# Diego Tardelli
Diego Tardelli Martins (* 10. Mai 1985 in Santa Bárbara d’Oeste), besser bekannt als Diego Tardelli, ist ein ehemaliger brasilianischer Fußballspieler.

## Vereinskarriere

### Karrierebeginn in Brasilien
In seiner Jugend spielte Diego Tardelli zusammen mit späteren Stars wie Diego oder Robinho für den FC Santos. Nach einem kurzzeitigen Geschäft mit União Barbarense wurde er vom FC São Paulo verpflichtet und lief bereits im Jahr 2003 erstmals für die Profimannschaft auf. Von Beginn an konnte er sich dort trotz namhafter Größen in der Mannschaft etablieren und absolvierte in den ersten drei Jahren seiner Karriere über 70 Ligaspiele. Tardelli lief unter anderem an der Seite von Grafite, Júlio Baptista, Luís Fabiano oder Kaká auf, konnte mit São Paulo aber dennoch keine Meisterschaft gewinnen. Erfolge gelangen der Mannschaft bei der Staatsmeisterschaft von São Paulo und der Copa Libertadores 2005.

### Leihgeschäfte mit Sevilla, São Caetano und Eindhoven
Im Januar 2006 wurde der brasilianische Stürmer an den spanischen Erstligisten Betis Sevilla verliehen, konnte dort in 13 Einsätzen jedoch keinen Treffer erzielen. Es folgte ein weiteres einjähriges Leihgeschäft mit AD São Caetano, wo Tardelli auf seinen ehemaligen Trainer Émerson Leão treffen sollte. Doch auch zurück angekommen in Brasilien konnte er nicht überzeugen. Erst bei seiner dritten Leihstation, dem niederländischen Erfolgsverein PSV Eindhoven, kehrte der Stürmer  2006/07 wieder annähernd zur alten Form zurück. In der Offensive spielte er bei PSV abermals mit namhaften Spielern wie Jefferson Farfán oder dem sich bereits am Karriereende befindenden Weltstar Patrick Kluivert zusammen und konnte die niederländische Meisterschaft 2007 gewinnen. Außerdem absolvierte der Brasilianer auch Spiele in der UEFA Champions League 2006/07 und scheiterte mit Eindhoven erst im Viertelfinale am späteren Finalisten FC Liverpool.

### Rückkehr nach Brasilien
Nach seiner Zeit in Eindhoven kehrte Diego Tardelli zum FC São Paulo zurück. Obwohl er in 20 Ligaspielen erneut nur einen Treffer beisteuern konnte, gewann seine Mannschaft die nationale Meisterschaft. 2008 wechselte der Stürmer dann zum Ligakonkurrenten CR Flamengo und feierte mit diesem Klub den Gewinn der Staatsmeisterschaft von Rio de Janeiro sowie der Taça Guanabara. Am 3. August 2008 brach er sich bei einem Spiel gegen Cruzeiro EC den Arm und fiel mehrere Monate verletzt aus. Zur neuen Saison wechselte Tardelli im Januar 2009 zu Atlético Mineiro, wo er wieder zu seiner alten Torgefährlichkeit finden sollte und bereits im ersten Jahr für den neuen Klub Torschützenkönig in der ersten brasilianischen Liga wurde. Genau wie Adriano erzielte Tardelli 19 Treffer. In der Folgesaison 2010 gewann er mit seiner Mannschaft die Staatsmeisterschaft von Minas Gerais.

### Wechsel nach Russland und Katar
Im März 2011 folgte der brasilianische Stürmer dem Weckruf des Geldes und wechselte zu Anschi Machatschkala nach Russland. Der Verein wurde kurz zuvor vom Milliardär Suleiman Kerimow übernommen. Neben ihm wurden außerdem seine Landsmänner Roberto Carlos, João Carlos und Jucilei verpflichtet. Für Tardelli war die Zeit bei Machatschkala jedoch keineswegs von Erfolg gekrönt. Der Stürmer konnte in 13 Spielen kein einziges Tor erzielen und wechselte im Januar 2012 zum al-Gharafa Sports Club in das Emirat Katar. Mit dem Klub gewann er den Emir of Qatar Cup im Jahr 2012. Tardellis Trainer bei al-Gharafa war sein Landsmann und ehemaliger Nationalspieler Paulo Silas.

### Erneute Rückkehr nach Brasilien
Im Februar 2013 kehrte Diego Tardelli zu Atlético Mineiro zurück. Dort spielte in der Zwischenzeit auch der zweifache FIFA-Weltfußballer Ronaldinho. Trotzdem erreichte Mineiro nach der Vizemeisterschaft im Vorjahr nur den achten Tabellenplatz im Jahr 2013. Tardelli steuerte in 26 Spielen insgesamt sieben Tore bei. Wesentlich erfolgreicher waren die Auftritte in der Staatsmeisterschaft von Minas Gerais, welche der Club gewinnen konnte. In den Schatten gestellt wurden die Ergebnisse jedoch durch den Gewinn der Copa Libertadores 2013. Dies gelang dem brasilianischen Verein erstmals in seiner über 100-jährigen Vereinsgeschichte. Im Finale besiegte Mineiro den paraguayischen Club Olimpia nach einer 0:2 Hinspielniederlage im Rückspiel mit 2:0 und dann 4:3 im Elfmeterschießen nur knapp. Während des gesamten Wettbewerbs schoss Tardelli sechs Tore und war somit maßgeblich an diesem Erfolg beteiligt. Lediglich sein Sturmpartner Jô konnte einen Treffer mehr erzielen. Für Diego Tardelli persönlich war es bereits der zweite Gewinn des wichtigsten südamerikanischen Vereinswettbewerbes.

### Vier Jahre China und Rückkehr
Im Januar 2015 wechselte Tardelli in die chinesische Super League zu Shandong Luneng Taishan. In seinem ersten Jahr konnte er mit dem Klub den Chinese FA Super Cup gewinnen. Dieses sollte sein einziger Erfolg in China bleiben. Mit 49 Toren in 95 Pflichtspielen im Gepäck kehrte Tardelli nach Ende der Saison 2018 nach Brasilien zurück. Hier unterzeichnete er einen Kontrakt über drei Jahre bei Grêmio FBPA. Im Dezember des Jahres bat Tardelli um die vorzeitige Auflösung seines Vertrages, welchem Grêmio nachkam.
Im Februar 2020 gab Atlético Mineiro bekannt, Tardelli zum dritten Mal verpflichtet zu haben. Ende Mai 2021 wurde sein auslaufender Vertrag nicht verlängert. Erst im August des Jahres erhielt Tardelli unter einen neuen Vertrag bis zum Ende der Staatsmeisterschaft von São Paulo im April 2022 bei seinem Jugendklub FC Santos. Nachdem in der Staatsmeisterschaft zu keinen Einsätzen mehr kam und sich im Anschluss keine neuen Möglichkeiten boten, beendete er im Juni 2023 offiziell seine aktive Laufbahn.

## Nationalmannschaft
Während seiner ersten erfolgreichen Zeit bei Atlético Mineiro absolvierte Tardelli in den Jahren 2009 und 2010 unter Nationaltrainer Dunga insgesamt fünf Spiele für die brasilianische Fußballnationalmannschaft.

## Erfolge
São Paulo
- Staatsmeisterschaft von São Paulo: 2005
- Copa Libertadores: 2005
- Brasilianischer Meister: 2007

PSV Eindhoven
- Niederländischer Meister: 2007

Flamengo
- Taça Guanabara: 2008
- Staatsmeisterschaft von Rio de Janeiro: 2008

al-Gharafa
- Katarischer Pokalsieger: 2012

Atlético Mineiro
- Staatsmeisterschaft von Minas Gerais: 2010, 2013, 2020, 2021
- Copa do Brasil: 2014
- Copa Libertadores: 2013

Shandong
- Chinese FA Super Cup: 2015

Grêmio
- Staatsmeisterschaft von Rio Grande do Sul: 2019

## Auszeichnungen
- Torschützenkönig der Campeonato Brasileiro de Futebol: 2009
- Torschützenkönig der Staatsmeisterschaft von Minas Gerais: 2009
- Prêmio Arthur Friedenreich: 2009
- Auswahlmannschaft der Prêmio Craque do Brasileirão: 2009
- Bola de Prata: 2009, 2013 und 2014